# Turón (Granada)
Turón es una localidad y municipio español situado en la parte suroriental de la comarca de la Alpujarra Granadina, en la provincia de Granada, comunidad autónoma de Andalucía. Limita con los municipios granadinos de Murtas y Albuñol; y con los almerienses de Adra, Berja y Alcolea. Cuenta con una población de 213 habitantes (INE 2024). Por su término discurren las ramblas de Turón —cerca del embalse de Benínar— y Huarea.
El municipio turonero comprende los núcleos de población de Turón —capital municipal—, La Noria, Los Moras y Los Casimiros.

## Topónimo
Puede tratarse de un hidrónimo procedente de la raíz indoeuropea *tur/turr-.

## Símbolos
Turón cuenta con un escudo y bandera adoptados oficialmente el 4 de junio de 2009.

### Escudo
Su descripción heráldica es la siguiente:

Escudo cortado y medio partido. Primero, en campo de plata (blanco), turón de gules (rojo). Segundo, en campo de oro (amarillo), maza y martillo de sable (negro) puestos en aspa. Tercero, en campo de sinople (verde), árbol de plata. Al timbre, corona real cerrada.

### Bandera
La enseña del municipio tiene la siguiente descripción:

Bandera rectangular de proporciones 2:3, formada por dos franjas horizontales iguales, roja la superior y verde la inferior, con una franja vertical al asta de 1/3 del largo, amarilla con cabeza de turón negra.

## Historia
En época del Reino nazarí de Granada se encontraba en la taha de Cehel. Tras la Guerra de Granada los Reyes Católicos otorgaron mercedes en pago por los servicios prestados y Turón se integró en el señorío del Estado de Çehel de las Alpujarras. Durante sublevación de las Alpujarras murió en un ataque el capitán Diego Gasca, que había derrotado tres veces a Abén Humeya en Adra. Tras la expulsión de los moriscos y ante el acecho de los piratas berberiscos la zona costera quedó despoblada, asentándose los colonos en las poblaciones de las laderas de la sierra de la Contraviesa.

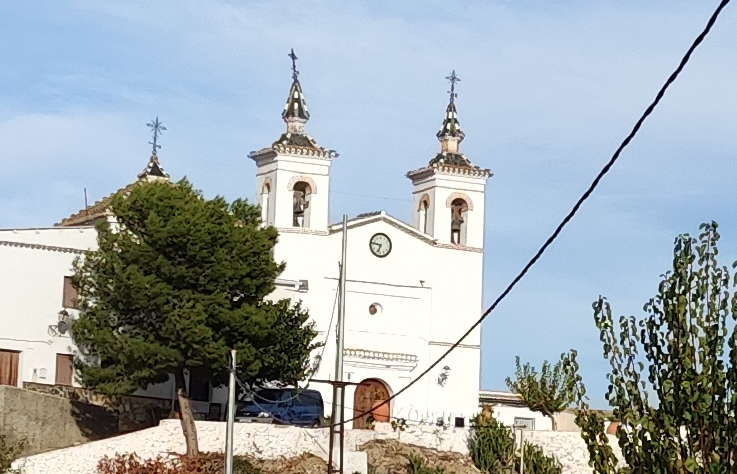
Ermita de San Marcos

En 1938, durante la guerra civil española, el Frente Popular estableció un campo de trabajo en Turón con el envío de trescientos un presos desde la cárcel del Ingenio de Almería. Otras doscientas dos personas fueron trasladas a este campo de trabajo, uno de los episodios negros de la represión en la retaguardia de la zona republicana. Entre los presos se encontraban civiles y presos políticos del propio bando republicano, muriendo un porcentaje significativo de los trasladados. Los presos eran elegidos por el director de la cárcel del Ingenio a petición del gobernador civil de Almería. La presencia de presos anarquistas motivó la labor de una comisión investigadora cuyo resultado fue la destitución del coronel comunista José María Galán jefe del XXIII Cuerpo del Ejército, y del gobernador civil de Almería Eustaquio Cañas Espinosa. Además, supuso a partir de ese momento el abandono de los presos a morir por extenuación en el campo de trabajo, en vez de fusilados, y que sus cadáveres fueran enterrados y no dejados en las cunetas, como había sucedido hasta entonces. La checa encargada sometía a los presos a trabajos forzados y torturas, convirtiéndose Turón en un campo de exterminio. Los delitos fueron denunciados por familiares de los presos ante el cónsul inglés en Almería y la Cruz Roja Internacional, sin resultado hasta la protesta del vicecónsul de Argentina en Almería Eduardo Romero y la denuncia del asesinato en Turón de José Cassinello Barroeta, corredor de comercio, cuyo hermano también había sido asesinado en el pozo de la Lagarta en Tabernas. El 30 de septiembre de 1938 los supervivientes de la primera saca con destino a Turón fueron trasladados al campo de trabajo de Albatera, en Alicante.

Algunas de las víctimas fueron beatificadas posteriormente, como el caso de los Siete Mártires Seglares de Turón en 2017, asesinados en odio a la fe. 
Un buen día se recibe en las brigadas pertenecientes al XXIII Cuerpo de Ejército (de mando comunista) una orden de éste para que cada brigada mandase un pelotón o escuadra de gente probada como antifascista. Así se hace y se le dan instrucciones completas para que marchen a Turón, pueblecito de la Alpujarra Granadina. Se les dice que hay que eliminar a fascistas para el bien de la causa. Llegan a Turón los designados y matan a 80 personas, entre las cuales la mayoría no tenían absolutamente por qué sufrir esa pena, pues no era desafecta y mucho menos peligrosa, dándose el caso de que los elementos de la CNT, del partido socialista y de otros sectores mataron a compañeros de sus propias organizaciones, ignorando que eran tales y creyendo que obraban en justicia, como les habían indicado sus superiores. También hay casos de violación de las hijas (que se ofrecían) para evitar que sus padres fuesen asesinados. Y lo más repugnante fue la forma de llevar a cabo dichos actos, en pleno día y ante todo el mundo, pasando una ola de terror trágico por toda aquella comarca. Se estaba construyendo una carretera y los muertos fueron enterrados en la zanja de la misma carretera.
Diego Abad de Santillán (1940): Por qué perdimos la guerra. Buenos Aires, pág. 288
A partir del último tercio del siglo XX se produjo el éxodo rural. En el periodo 2011 a 2021 la población se redujo en un 20 %.

## Geografía

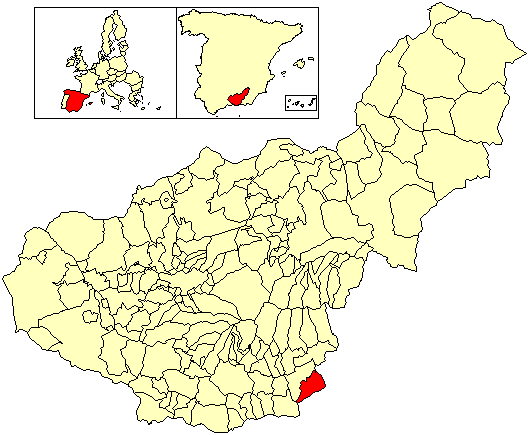
Extensión del municipio en la provincia de Granada

### Situación
Integrado en la comarca de la Alpujarra Granadina, se encuentra situado a 148 kilómetros de la capital provincial. El término municipal está atravesado por la carretera GR-6202.
| Noroeste: Murtas              | Norte: Murtas  | Nordeste: Alcolea (AL)          |
| Oeste: Murtas                 |                | Este: Berja (AL)                |
| Suroeste: Albuñol y Adra (AL) | Sur: Adra (AL) | Sureste: Adra (AL) y Berja (AL) |

## Demografía
Turón cuenta con una población de 213 habitantes (INE 2024), que se distribuyen de la siguiente manera:
| Unidad poblacional | Hab. |
| ------------------ | ---- |
| Turón              | 157  |
| La Noria           | 24   |
| Los Moras          | 19   |
| Los Casimiros      | 15   |
| TOTAL              | 215  |

### Evolución de la población
| Gráfica de evolución demográfica de Turón entre 1842 y 2021                                                         |
| |
| Población de derecho según los censos de población del INE Población de hecho según los censos de población del INE |

## Administración y política
Los resultados en Turón de las últimas elecciones municipales, celebradas en mayo de 2023, son:
| Elecciones Municipales - Turón (2023) | Elecciones Municipales - Turón (2023)    | Elecciones Municipales - Turón (2023) | Elecciones Municipales - Turón (2023) | Elecciones Municipales - Turón (2023) |
| Partido político                      | Partido político                         | Votos                                 | Votos                                 | Concejales                            |
| ------------------------------------- | ---------------------------------------- | ------------------------------------- | ------------------------------------- | ------------------------------------- |
|                                       | Partido Popular (PP)                     | 99                                    | 77,95 %                               | 4                                     |
|                                       | Partido Socialista Obrero Español (PSOE) | 20                                    | 15,75 %                               | 1                                     |
|                                       | Vox (VOX)                                | 2                                     | 1,57 %                                | 0                                     |

### Alcaldes
| Legislatura | Nombre                     | Grupo     |
| ----------- | -------------------------- | --------- |
| 1979-1983   | Manuel Torres Maldonado    | UCD       |
| 1983-1987   | Faustino Manzano Rodríguez | AP/PDP/UL |
| 1987-1991   | Faustino Manzano Rodríguez | AP        |
| 1991-1995   | Salvador Linares Salinas   | IND       |
| 1995-1999   | Juan Vargas López          | PP        |
| 1999-2003   | Juan Vargas López          | PP        |
| 2003-2007   | Juan Vargas López          | PP        |
| 2007-2011   | Juan Vargas López          | PP        |
| 2011-2015   | Juan Vargas López          | PP        |
| 2015-2019   | Juan Vargas López          | PP        |
| 2019-2023   | Juan Vargas López          | PP        |
| 2023-act.   | Juan Vargas López          | PP        |

## Comunicaciones

### Carreteras
La principal vía de comunicación que transcurre por el municipio es:
| Identificador | Denominación       | Itinerario       |
| ------------- | ------------------ | ---------------- |
| GR-6202       | De GR-5202 a Turón | Murtas - Benínar |

## Servicios públicos

### Sanidad
El municipio cuenta con un consultorio médico de atención primaria situado en la calle Milagros, s/n, dependiente del Área de Gestión Sanitaria Sur de Granada. El servicio de urgencias está en el centro de salud de Cádiar y el área hospitalaria de referencia es el Hospital Universitario San Cecilio (el PTS), situado en Granada capital.

## Cultura

### Fiestas
Su patrón es San Marcos y sus fiestas se celebran el 24, 25 y 26 de abril. Hay que señalar también la celebración de moros y cristianos, un día después de San Marcos. En verano se hace el traslado de San Marcos de la iglesia a su ermita.
En 2003 y en 2018 se han celebrado sendas ediciones del Festival de Música Tradicional de La Alpujarra. El trovo alpujarreño es originario de Adra, Albuñol, Murtas y Turón.